# Creu de Sant Jordi
La Creu de Sant Jordi (in italiano, Croce di San Giorgio) è un'onorificenza che l'amministrazione regionale della Catalogna (Generalitat de Catalunya), in Spagna, assegna annualmente alle persone o entità sociali che si sono distinte nella diffusione e promozione della lingua e della cultura catalana.
Prende il nome dal patrono della regione, San Giorgio (San Jordi in catalano) e viene considerata la più alta onorificenza assegnata dalla Generalitat de Catalunya.
La sua cerimonia di consegna si tiene a Barcellona nel Museu Nacional d'Art de Catalunya.